# Рада Федерації
Рада Федерації (рос. Совет Федерации) — верхня палата Федеральних зборів Російської Федерації, що складається з 178 сенаторів РФ. Згідно з Конституцією РФ, до Ради Федерації входять по два представники кожного із 89 суб'єктів РФ (шість із яких утворено на анексованих у 2014 і 2022 роках територіях України). До складу Ради Федерації можуть бути включені також до 30 сенаторів, призначених президентом РФ.

## Опис
Рада Федерації є постійно діючим органом; її засідання відбуваються у разі необхідності, але не рідше, ніж раз за два місяці. Головою Ради Федерації з 21 вересня 2011 є Валентина Матвієнко.
Згідно схваленим на загальноросійському голосуванні 1 липня змінам, до Конституції внесена поправка, за якою тепер члени Ради Федерації офіційно називаються сенаторами Російської Федерації. Раніше цей термін не був закріплений в законодавстві РФ. Поняття сенатор Російської Федерації було введено в Конституцію Російської Федерації поправками, прийнятими на голосуванні 1 липня 2020 року. Де-факто це поняття використовувалося і раніше (переважно в ЗМІ) і означало «член Ради Федерації». Після внесення поправок поняття член Ради Федерації виключено з Конституції Російської Федерації.
Являє собою палату регіонів, в якій представники регіонів представляють їх інтереси на федеральному рівні, що відображає федеративний принцип російської держави. Будучи інститутом інтеграції та консолідації регіонів, Рада Федерації покликана забезпечувати баланс загальнофедеральних і регіональних інтересів при прийнятті рішень, спрямованих на реалізацію стратегічних цілей розвитку країни.
Формується і структурується за непартійним принципом. Сенатори не створюють фракцій і партійних об'єднань.
Є постійно діючим органом. На відміну від Державної Думи, Рада Федерації не може бути розпущена президентом. Його засідання проводяться в міру необхідності, але не рідше двох разів на місяць. Засідання є основною формою роботи палати. Вони проходять окремо від засідань Державної Думи. Палати можуть збиратися спільно для заслуховування послань президента Російської Федерації, послань Конституційного Суду Російської Федерації, виступів керівників іноземних держав. Сенатори здійснюють свої повноваження на постійній основі.
Сенатори мають недоторканність протягом усього терміну їх повноважень. Вони не можуть бути затримані, заарештовані, піддані обшуку, крім випадків затримання на місці злочину, а також піддані особистому огляду, за винятком випадків, коли це передбачено федеральним законом для забезпечення безпеки інших людей.
Проводить свої засідання в головній будівлі на вул. Великій Дмитрівці в Москві, як правило, в період з 25 січня по 15 липня і з 16 вересня по 31 грудня. Засідання є відкритими. За рішенням Ради Федерації місце проведення засідань може бути змінено, а також може бути проведено закрите засідання.

## Структура
Складається з сенаторів Російської Федерації. До Ради Федерації входять:
а) по два представника від кожного суб'єкта Російської Федерації: по одному від законодавчого (представницького) і виконавчого органів державної влади - на термін повноважень відповідного органу;
б) Президент Російської Федерації, який припинив виконання своїх повноважень у зв'язку із закінченням терміну його перебування на посаді або достроково в разі його відставки, — довічно. Президент Російської Федерації, який припинив виконання своїх повноважень у зв'язку із закінченням терміну його перебування на посаді або достроково в разі його відставки, має право відмовитися від повноважень сенатора Російської Федерації;
в) не більше 30 представників Російської Федерації, що призначаються Президентом Російської Федерації, з яких не більше семи можуть бути призначені довічно.
Сенатором Російської Федерації може бути громадянин Російської Федерації, який досяг 30 років, постійно проживає в Російській Федерації, який не має громадянства іноземної держави або виду на проживання або іншого документа, що підтверджує право на постійне проживання громадянина Російської Федерації на території іноземної держави. Сенаторам Російської Федерації в порядку, встановленому федеральним законом, забороняється відкривати і мати рахунки (вклади), зберігати готівкові грошові кошти і цінності в іноземних банках, розташованих за межами території Російської Федерації.
Представниками Російської Федерації в Раді Федерації, що здійснюють повноваження сенаторів Російської Федерації довічно, можуть бути призначені громадяни, які мають видатні заслуги перед країною в сфері державної та громадської діяльності.
Представники Російської Федерації в Раді Федерації, за винятком представників Російської Федерації, що здійснюють повноваження сенаторів Російської Федерації довічно, призначаються строком на шість років.

## Повноваження
Відповідно до статті 102 Конституції РФ:
- До повноважень належать наступні:

а) затвердження зміни меж між суб'єктами Російської Федерації;
б) затвердження Указу Президента Російської Федерації Про введення воєнного стану;
в) затвердження Указу Президента Російської Федерації Про введення надзвичайного стану;
г) вирішення питання про можливість використання Збройних Сил Російської Федерації за межами території Російської Федерації;
д) призначення виборів Президента Російської Федерації;
е) відмову Президента Російської Федерації від посади; позбавлення недоторканності Президента Російської Федерації, який припинив виконання своїх повноважень;
ж) призначення на посаду за поданням Президента Російської Федерації Голови Конституційного Суду Російської Федерації, заступника Голови Конституційного Суду Російської Федерації і суддів Конституційного Суду Російської Федерації, Голови Верховного Суду Російської Федерації, заступників Голови Верховного Суду Російської Федерації і суддів Верховного Суду Російської Федерації;
з) проведення консультацій за запропонованими Президентом Російської Федерації кандидатурами на посаду Генерального прокурора Російської Федерації, заступників Генерального прокурора Російської Федерації, прокурорів суб'єктів Російської Федерації, прокурорів військових та інших спеціалізованих прокуратур, прирівняних до прокурорів суб'єктів Російської Федерації;
і) призначення на посаду і звільнення з посади Голови Рахункової палати і половини від загального числа аудиторів Рахункової палати за поданням Президента Російської Федерації;
к) проведення консультацій за запропонованими Президентом Російської Федерації кандидатурами на посаду керівників федеральних органів виконавчої влади (включаючи федеральних міністрів), які відають питаннями оборони, безпеки держави, внутрішніх справ, юстиції, закордонних справ, запобігання надзвичайних ситуацій і ліквідації наслідків стихійних лих, громадської безпеки;
л) припинення за поданням Президента Російської Федерації відповідно до Федерального конституційного закону повноважень Голови Конституційного Суду Російської Федерації, заступника Голови Конституційного Суду Російської Федерації і суддів Конституційного Суду Російської Федерації, Голови Верховного Суду Російської Федерації, заступників Голови Верховного Суду Російської Федерації і суддів Верховного Суду Російської Федерації, голів, заступників голів і суддів касаційних і апеляційних судів у разі вчинення ними вчинку, порочить честь і гідність судді, а також в інших передбачених федеральним конституційним законом випадках, свідчать про неможливість здійснення суддею своїх повноважень;
м) заслуховування щорічних доповідей Генерального прокурора Російської Федерації про стан законності і правопорядку в Російській Федерації.
Рада Федерації приймає постанови з питань, віднесених до його відання Конституцією Російської Федерації.
Постанови Ради Федерації приймаються більшістю голосів від загального числа сенаторів Російської Федерації, якщо інший порядок прийняття рішень не передбачений Конституцією Російської Федерації.

## Відвідування засідань
Сенатор РФ зобов'язаний бути присутнім на засіданнях Ради Федерації.
Сенатор до початку засідання Ради Федерації, комітету Ради Федерації, членом якого він є, письмово інформує Голову Ради Федерації, голову комітету Ради Федерації про неможливість бути присутнім з поважних причин (направлення у відрядження, хвороба, реєстрація шлюбу, народження дитини, смерть члена сім'ї або близького родича, надзвичайні ситуації на місцях) на засіданні палати, комітету.
Відсутність парламентарія з інших причин допускається на підставі його письмового звернення за згодою Голови Ради Федерації, голови комітету Ради Федерації.

## Голови Ради Федерації
- Шумейко Володимир Філіпович[ru] (1994–1996)
- Строєв Єгор Семенович (1996–2001)
- Миронов Сергій Михайлович (2001–2011)
- Торшин Олександр Порфирійович[ru] (2011; виконувач обов'язків)
- Матвієнко Валентина Іванівна (з 2011)